# Дизмикли
Дизмикли (на гръцки: Πηγάδια, Пигадия, до 1927 година Διζμηκλή, Дизмикли) е село в Гърция, част от дем Доксат на област Източна Македония и Тракия.

## География
Селото се намира на 215 m надморска височина, в Драмското поле на 15 km източно от град Драма, в подножието на Урвил (Леканис Ори).

## История

### В Османската империя
В началото на XX век Дизмикли е турско село в Драмска каза на Османската империя. Според Васил Кънчов („Македония. Етнография и статистика“) в 1900 година Дебизмакли има 234 жители турци.

### В Гърция
След Междусъюзническата война в 1913 година селото попада в Гърция. След Лозанския договор (1923), сложил край на Гръцко-турската война турското население на Дизмикли се изселва в Турция и на негово място са настанени гърци бежанци от Турция. В 1928 година Дизмикли е чисто бежанско село с 82 бежански семейства и 317 души бежанци. В 1927 година е прекръстено на Пигадия.
Населението произвежда тютюн и жито, а тъй като землището има големи пасища, се занимава и със скотовъдство.
| Име       | Име           | Ново име             | Ново име              | Описание                                   |
| --------- | ------------- | -------------------- | --------------------- | ------------------------------------------ |
| Мешелик   | Δάσος Μεσελίκ | Дрисотопос           | Δρυότοπος             | гора                                       |
| Чалдаг    | Τσά Ντάγ      | Ори Леканис          | Όρη Λεκάνης           | планина (Урвил)                            |
| Дан       | Ντάν          | Мандрорема           | Μανδρόρρεμα           | река в Урвил на И от Дизмикли              |
| Хотанли   | Χοτανλή       | Йеревс Папакорифидис | 'Ιερεύς Παπακορυφίδης | местност в Чалдаг на И от Дизмикли         |
| Качикли   | Κατσικλη      | Воти Пигади          | Βοθύ Πηγάδι           | местност в Ярум Кая на СИ от Дизмикли      |
| Гюрджилер | Γκιούρτζιλερ  | Ерепия               | Ερείπια               | село в развалини в Чалдаг на И от Дизмикли |
| Узункьой  | Οΰζούνκιοϊ    | Макрихори            | Μακρυχώρι             |                                            |

| Година    | 1913 | 1920 | 1928 | 1940 | 1951 | 1961 | 1971 | 1981 | 1991 | 2001 | 2011 | 2021 |
| --------- | ---- | ---- | ---- | ---- | ---- | ---- | ---- | ---- | ---- | ---- | ---- | ---- |
| Население | 331  | 328  | 359  | 394  | 381  | 395  | 273  | 243  | 204  | 255  | 168  | 125  |